# 마리아 크라크만
마리아 크라크만(Maria Kraakman, 1975년 8월 5일 ~ )은 네덜란드 왕국의 배우, 창작자, 영화배우이다.
수스트에서 태어났다.

## 영화
- 휴미디티 (2016년)
- 슈나이더 대 백스 (2015년)
- Hunting & Zn. (2010년)
- 마이 퀸 카로 (2009년)
- 건지 (2005년)